# Classe Tritão

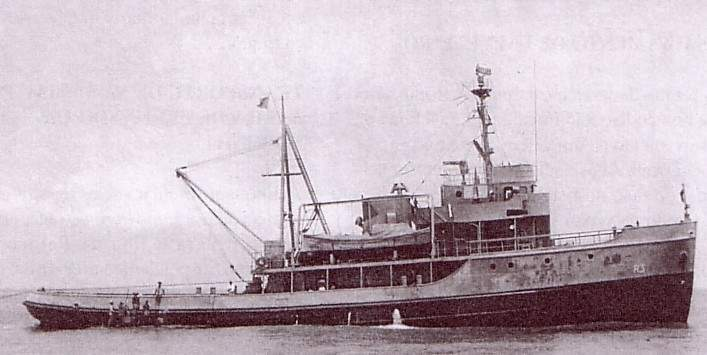
RbAM Triunfo (R-23)
Classe Tritão.

Classe Tritão (USS Sotoyomo class) é uma classe de rebocadores de alto mar, que serviram a Marinha do Brasil de 1947 a 1986.

## Origem
De origem norte-americana o navio padrão foi o USS Sotoyomo (ATA-121) que serviu na US Navy e na Marinha do México.
Tritão segundo a mitologia grega era um deus do mar.

## Lista de Navios
- RbAM Tritão (R-21) - ATA 234[2]
- RbAM Tridente (R-22) - ATA 235
- RbAM Triunfo (R-23) - ATA 236

## Características
- Deslocamento (ton): 534 ton (padrão), 835 ton (plena carga).
- Comprimento: 43,6 m
- Boca: 10 m
- Calado: 4 m
- Velocidade: 13 nós
- Armamento: 2 metralhadoras Oerlikon 20 mm Mk10
- Estaleiro: Gulfport Boiler & Welding Works Inc., Port Arthur, Texas